# Мумладзе, Шалва
Шалва Мумладзе (груз. შალვა მუმლაძე; род. 18 августа 1978, СССР) — грузинский футболист, игравший на позиции нападающего.

## Биография
Футбольную карьеру начал в 1993 году. В начале карьеры выступал за кутаисские клубы «Торпедо-2» и «Рцмена». В сезоне 1995/96 выступал за «Самгурали» (Цхалтубо). С 1996 по 1997 года выступал за кутаисское «Торпедо», а также провел 1 поединок за дубль команды. Во время зимнего перерыва сезона 1997/98 перебрался в «Иберию» (Самтредиа), в которой провел три сезона. В 2001 году защищал цвета потийского «Колхети-1913».
В марте 2002 года подписал контракт с украинским «Спартаком». В футболке сумского клуба дебютировал 24 марта 2002 года в домашнем поединке 18-го тура группы В Второй лиги против донецкого «Металлурга-2». Шалва вышел на поле в стартовом составе и отыграл весь матч. Дебютным голом за «Спартак» отметился 29 марта 2002 на третьей минуте гостевого поединка 19-го тура группы В Второй лиги против днепродзержниской «Стали». Мумладзе вышел на поле в стартовом поединки и отыграл весь матч. Помог команде выйти в Первую лигу Украины, в которой дебютировал 18 июля 2003 года в домашнем поединке 1-го тура против бородянской «Системы-Борекс». Шалва вышел на поле на восемьдесят пятой минуте, заменив Ивана Олексиенко. За два неполных сезона сыграл 42 матча (3 гола), а также 3 поединка провел в Кубке Украины.
В 2004 году вернулся в кутаисское «Торпедо», а в следующем году перешёл в азербайджанский клуб «Шахдаг-Самур». С 2007 по 2009 года находился в заявках клубов «Мерани» (Мартвили) и «Мешахте» (Ткибули). Футбольную карьеру завершил в 2010 году в составе «Имерети» (Хони).